# کنراد لوگان
کنراد لوگان (انگلیسی: Conrad Logan؛ زادهٔ ۱۸ آوریل ۱۹۸۶) بازیکن فوتبال اهل جمهوری ایرلند است.
از باشگاه‌هایی که در آن بازی کرده‌است می‌توان به باشگاه فوتبال بریستول راورز، باشگاه فوتبال روترهام یونایتد، باشگاه فوتبال بوستون یونایتد، باشگاه فوتبال لستر سیتی، باشگاه فوتبال استوک‌پورت کانتی، باشگاه فوتبال لوتون تاون، باشگاه فوتبال هیبرنین، و باشگاه فوتبال روچدیل اشاره کرد.